# Lawrence Tynes
Lawrence James Henry Tynes (3 de maio de 1978, Escócia) é um ex jogador profissional de futebol americano escocês que atuava na posição de placekicker na National Football League.